# 丁氏水牛
丁氏水牛（學名：Bubalus tingi）是一種已滅絕的水牛，其化石出土於中國山西，年代可能為更新世中期，於1938年發表，種小名為紀念中國地質學家丁文江。

## 特徵
丁氏水牛化石形態與德氏水牛相似，有學者提出將其視為德氏水牛的一個亞種。另外有學者認為出土於廣西崇左、於2014年發表的短角水牛亞種周氏短角水牛（B. brevicornis chowi）和丁氏水牛牛角和顱骨的夾角皆較其他中國水牛的小，因此應歸入丁氏水牛，且中國出土的水牛化石中，丁氏水牛角的大小、伸展方向等特徵在演化上比較接近祖徵。

## 演化
早期的古生物學家楊鍾健分析數種中國水牛化石的顱骨和牛角形態，將其分為角心細長的德氏水牛與角心粗短的短角水牛兩大支，後來的學者進一步補充認為角心細長的丁氏水牛為德氏水牛演化支所分出，其他中國水牛則皆屬短角水牛分支。